# هايلاند (منطقة مجلس)
هايلاند (بالإنجليزية: Highland)‏ (بالغيلية الاسكتلندية: A' Ghàidhealtachd) (بالإسكتلندية: Heilan) هي منطقة مجلس في المرتفعات الإسكتلندية وهي أكبر منطقة حكومية محلية في المملكة المتحدة. كانت سابع أكثر المناطق اكتظاظًا بالسكان في إسكتلندا حسب تعداد 2011. تشترك في الحدود مع عدة مجالس محلية أخرى، لديها أيضًا مناطق من المرتفعات الإسكتلندية داخل حدودها الإدارية.
تغطي منطقة هايلاند معظم أجزاء البر الرئيسي والأجزاء الداخلية من المقاطعات التاريخية. على الرغم من اسمها والذي يعني المرتفعات الإسكتلندية، لا تغطي منطقة هايلاند المرتفعات الإسكتلندية بأكملها.[بحاجة لمصدر]

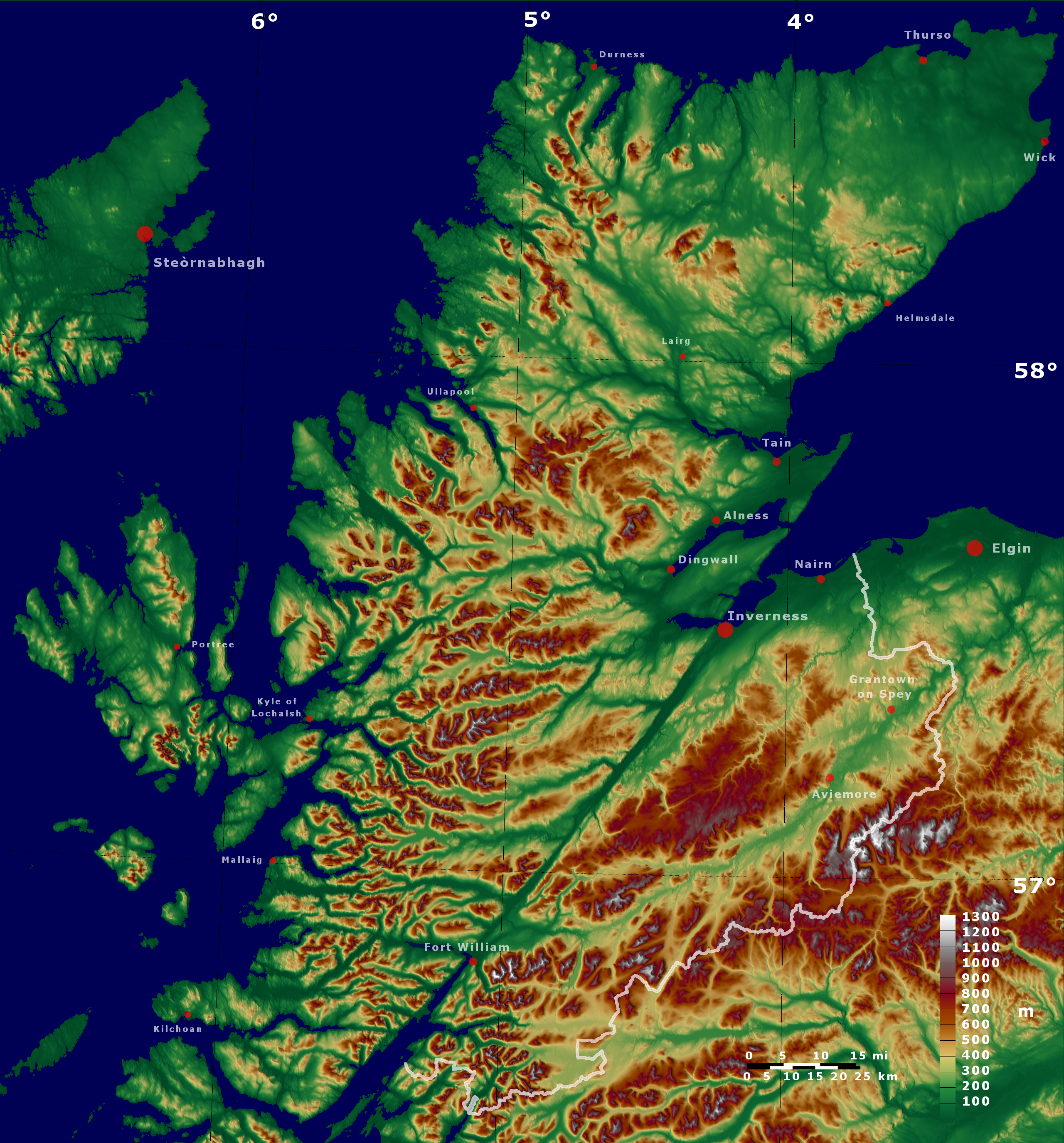
الخريطة الطبوغرافية لمنطقة مجلس هايلاند

## روابط خارجية
- هايلاند (منطقة مجلس)، في Curlie (مشروع الدليل المفتوح سابقاً).